# Bitwa morska pod Taurydą
Bitwa morska pod Taurydą – starcie zbrojne, które miało miejsce w roku 48 p.n.e.
W roku 48 p.n.e. flota pompejańska pod wodzą Marka Oktawiusza zajęła kilka miast i portów w Ilirii. Stojący na czele floty cezarian Kornificjusz, wezwał wówczas na pomoc pozostałe siły floty stacjonujące w Brundyzjum pod wodzą Publiusz Watyniusza, który skierował się ku brzegom Ilirii. Powiadomiony o nadciąganiu przeciwnika Oktawiusz, zaczaił się ze swoją flotą w pobliżu wyspy Taurydy. Flota Watyniusza została całkowicie zaskoczona, a silny wiatr rozproszył dodatkowo jej okręty. Gdy wydawało się, że zwycięsko z bitwy wyjdą pompejańczycy, pentera na której znajdował się Oktawiusz zaatakowała tetrerę Oktawiusza, wbijając się w nią dziobem. Przywabiło to kolejne okręty, które toczyły walki wokół unieruchomionych okrętów. Po jakimś czasie, przewagę osiągnęli zaprawieni w walkach weterani Watyniusza, którzy wybili większość żołnierzy Oktawiusza. Wódz pompejańczyków ratował się ucieczką na pokładzie jednego z okrętów, podobnie jak kilka innych jednostek ocalałych z pogromu, które odpłynęły w kierunku Afryki. 
Łącznie straty pompejańczyków wyniosły 11 okrętów (w tym jedną penterę) zdobytych przez Watyniusza, oraz kilka zatopionych jednostek. 

## Literatura
- Tadeusz Łoposzko: Starożytne bitwy morskie, Wydawnictwo Morskie, Gdańsk 1992.